# Bustares
Bustares é um município da Espanha na província de Guadalajara, comunidade autónoma de Castilla-La Mancha, de área 30,47 km² com população de 92 habitantes (2007) e densidade populacional de 3,02 hab./km².

## Demografia
| Variação demográfica do município entre 1991 e 2004 | Variação demográfica do município entre 1991 e 2004 | Variação demográfica do município entre 1991 e 2004 | Variação demográfica do município entre 1991 e 2004 |
| --------------------------------------------------- | --------------------------------------------------- | --------------------------------------------------- | --------------------------------------------------- |
| 1991                                                | 1996                                                | 2001                                                | 2004                                                |
| 131                                                 | 108                                                 | 96                                                  | 98                                                  |